# Ferrari Testarossa
Ferrari Testarossa je sportovní automobil vyráběný firmou Ferrari v letech 1984 až 1996. Automobil byl představen v roce 1984 na pařížském autosalonu. Název Testarossa, který byl používán pro exkluzivní vysokovýkonné vozy pro nejbohatší zájemce, byl použit proto, že hlavy válců jsou lakovány červeně. Výroba probíhala až do roku 1996 a zahrnovala i modely 512 TR a 512 M. Celkem bylo vyrobeno asi 5 648 kusů. Design je dílem Pininfariny. Vychází ze studie Wing-Car (Křídlo vůz), která má svůj původ ve Formuli 1, kde byl tento prvek později zakázán. Šířka auta je téměř 2 metry. Chladiče jsou umístěny vzadu na bocích auta. Obrovské chladicí otvory jsou opatřeny žebry, které tento vůz proslavily. Vůz se také v bílé barvě objevil v seriálu Miami Vice.

## Technická data
K pohonu sloužil čtyřdobý plochý dvanáctiválec (s válci svírajícími úhel 180°) o objemu 4 942 cm3 o výkonu 287 kW. Motor má rozvod 2×2 OHC a je umístěn před zadní nápravou. Pětistupňová převodovka přenáší pohon na zadní nápravu. Kola jsou nezávisle zavěšená na příčných ramenech, pérování je zajištěno vinutými pružinami s teleskopickými tlumiči (vzadu zdvojenými). Maximální rychlost je 290 km/h a spotřeba 16 litrů na 100 km.

## Model 512 TR
Objevil se v roce 1991. TR znamená Testa Rossa. Design prošel modernizací, křivky vozu se mírně zakulatily a vozidlo získalo zpětné zrcátko i na straně spolujezdce. Byl zde použit výkonnější motor a maximální rychlost se vyšplhala na 307 km/h. Bylo vyrobeno 2 295 kusů.

## Model 512 M
Představil se v roce 1994. Maximální rychlost byla 315 km/h. Karoserie byla kompletně přepracována. Přední světlomety se přesunuly na přední kapotu, vzadu se objevily kulaté. Bylo vyrobeno pouze 500 kusů.